# Şenyurt
Şenyurt – miasto w Turcji, w prowincji Mardin. W 2014 roku liczyło 1725 mieszkańców.